# Паркерс-Прери (тауншип, Миннесота)
Паркерс-Прери (англ. Parkers Prairie) — тауншип в округе Оттер-Тейл, Миннесота, США. На 2000 год его население составило 345 человек.

## География
По данным Бюро переписи населения США площадь тауншипа составляет 90,9 км², из которых 84,6 км² занимает суша, а 6,3 км² — вода (6,95 %).

## Демография
По данным переписи населения 2000 года здесь находились 345 человек, 127 домохозяйств и 97 семей.  Плотность населения —  4,1 чел./км².  На территории тауншипа расположено 144 постройки со средней плотностью 1,7 построек на один квадратный километр. Расовый состав населения: 98,84 % белых, 0,29 % — других рас США и 0,87 % приходится на две или более других рас. Испанцы или латиноамериканцы любой расы составляли 0,87 % от популяции тауншипа.
Из 127 домохозяйств в 37,8 % воспитывались дети до 18 лет, в 63,8 % проживали супружеские пары, в 7,9 % проживали незамужние женщины и в 23,6 % домохозяйств проживали несемейные люди. 20,5 % домохозяйств состояли из одного человека, при том 6,3 % из — одиноких пожилых людей старше 65 лет. Средний размер домохозяйства — 2,72, а семьи — 3,10 человека.
28,7 % населения — младше 18 лет, 7,2 % — в возрасте от 18 до 24 лет, 25,5 % — от 25 до 44, 27,0 % — от 45 до 64, и 11,6 % — старше 65 лет. Средний возраст — 40 лет. На каждые 100 женщин приходилось 107,8 мужчин.  На каждые 100 женщин старше 18 приходилось 103,3 мужчин.
Средний годовой доход домохозяйства составлял 37 159 долларов, а средний годовой доход семьи —  43 125 долларов. Средний доход мужчин —  31 786  долларов, в то время как у женщин — 21 250. Доход на душу населения составил 15 018 долларов. За чертой бедности находились 9,1 % семей и 9,9 % всего населения тауншипа, из которых 9,6 % младше 18 и 16,0 % старше 65 лет.